# 薩福諾沃
55°06′26″N 33°14′09″E / 55.1072°N 33.2358°E
薩福諾沃 （Сафо́ново）是俄羅斯斯摩棱斯克州中部的一個城市。2002年人口48,209人。
1859年開埠，1952年建市。